# Temas LGBT nos quadrinhos

Bruce Wayne e Dick Grayson no quadrinho Batman #84 (junho de 1954), da DC Comics, usado por Fredric Wertham para alegar que os quadrinhos promoviam a homossexualidade.

Temas LGBT nos quadrinhos são um conceito relativamente novo, pois temas e personagens lésbicos, gays, bissexuais e transgêneros (LGBT) foram, historicamente, omitidos do conteúdo de quadrinhos e tirinhas — suas predecessoras — por conta de censura anti-homossexual. Temas LGBTs só eram incluídos através de insinuações, entrelinhas e inferências. Contudo, a prática de esconder personagens LGBT no início do século XX evoluiu para sua evidente inclusão no final deste e do século XXI; os quadrinhos exploraram os desafios de sair do armário, discriminação social, bem como relacionamentos pessoais e românticos entre personagens gays.
Como qualquer menção a homossexualidade nos quadrinhos estadunidenses do mainstream foi proibida pela Comics Code Authority (CAA) entre 1954 e 1989, os gibis do mainstream traziam apenas leves sugestões ou deixavam nas entrelinhas as referências à orientação sexual ou identidade de gênero de um personagem LGBT. Contudo, a partir do início dos anos 1970, temas LGBT foram abordados em quadrinhos underground, publicados independentemente em edições únicas ou em séries produzidas por autores gays que traziam histórias autobiográficas, abordando questões políticas caras a leitores LGBT. Os primeiros personagens abertamente gays em tirinhas estadunidenses apareceram no final dos anos 1970 em tiras conhecidas e adquiriram popularidade ao longo dos anos 1980. Desde os anos 1990, temas LGBT tornaram-se mais comuns em quadrinhos americanos do mainstream, incluindo diversos títulos nos quais um personagem gay é o protagonista. Atualmente, quadrinhos que tem como objetivo educar leitores sobre questões relacionadas a temas LGBT são distribuídos tanto em mídia impressa como digitalmente, através de webcomics.

## Tirinhas
As primeiras tirinhas também evitaram tratar explicitamente de questões gays, embora tenham sido identificados exemplos de significados homossexuais implícitos. A edição de 1938-1939 da tirinha Terry e os Piratas, do cartunista Milton Caniff, traz um vilão principal, Sanjak, que foi interpretado por alguns como uma lésbica cujo desenho foi baseado na namorada do herói.
A primeira tirinha de ampla distribuição a abordar temas LGBT e incluir um personagem gay foi Doonesbury, de Gary Trudeau. Ela introduziu o personagem Andy Lippincott em 1976 e seu diagnóstico de HIV em 1989 e subsequente morte por AIDS em 1990 foram a primeira representação desta questão em tirinhas. Esta história rendeu a Trudeau uma indicação ao Prêmio Pulitzer, porém três grandes jornais dos 900 que traziam a tira se recusaram a publicá-la por entenderem ser de mau gosto. Dois anos depois, foi revelado que Mark Slackmeyer, personagem de longa data, era gay, continuando a reputação de conteúdo controverso. Slackmeyer, um liberal, ainda aparece na tira, com foco no relacionamento com seu parceiro conservador, Chase Talbott III, incluindo o casamento dos dois em 1999 e sua separação em 2007.
A edição de 11 de julho de 1984 da tira Bloom County mostrava seus protagonistas se hospedando no Bob & Ernie's Castro Street Hotel, administrado por um casal gay S&M.
Quando a tira For Better or For Worse, da cartunista Lynn Johnston, explorou a saída do armário de um personagem adolescente em 1993, isto provocou uma reação vigorosa de grupos conservadores. Leitores contrários à homossexualidade ameaçaram cancelar suas assinaturas do jornal e Johnston recebeu hate mail e ameaças de morte contra si e sua família. Mais de cem jornais publicaram tiras substitutas ou cancelaram a tira. Um resultado desta história foi que Johnston acabou como uma "finalista indicada" para o prêmio Pulitzer de editorial cartooning em 1994. O comitê do Pulitzer disse que a tira "retratou com sensibilidade a revelação da homossexualidade de um jovem e o efeito disto em sua família e amigos." Aparições subsequentes do personagem não se focaram em sua sexualidade e a autora disse que isto irá continuar.
Na maioria das tiras de grande circulação, personagens LGBT permaneceram como figuras coadjuvantes no século XXI, com algumas, incluindo Candorville e The Boondocks, apresentando aparições ocasionais de personagens gays. A tirinha conservadora Mallard Fillmore ocasionalmente abordava questões gays a partir de uma perspectiva crítica; essas histórias foram descritas como "ofensivas" ao público LGBT. Muitos quadrinistas abertamente gays e lésbicas publicam seus trabalhos on-line como webcomics, o que lhes dá maior liberdade editorial, e algumas das tiras são impressas em coleções. Um exemplo é a tira Kyle's Bed & Breakfast, de Greg Fox, uma série focada em um grupo de amigos gays que moram juntos e enfrentam problemas realísticos associados às suas sexualidades, incluindo problemas de relacionamento e a ainda não terem saído do armário.
Desde o final dos anos 1980, publicações especificamente gays também incluíram tirinhas, nas quais temas LGBT são onipresentes.  Jornais locais de cunho LGBT publicam suas próprias tiras, como Quarter Scenes, de Ron Williams, no jornal Impact de Nova Orleans. Tiras como Wendel de Howard Cruse, It's a Gay Life de Gerard Donelan e Leonard and Larry de Tim Barela foram circuladas em revistas gays nacionais como a Advocate.